# Tarnowiec (gemeente)
De gemeente Tarnowiec is een landgemeente in het Poolse woiwodschap Subkarpaten, in powiat Jasielski.
De zetel van de gemeente is in Tarnowiec.
Op 30 juni 2004 telde de gemeente 9149 inwoners.

## Oppervlakte gegevens
In 2002 bedroeg de totale oppervlakte van gemeente Tarnowiec 63,1 km², waarvan:
- agrarisch gebied: 72%
- bossen: 18%

De gemeente beslaat 7,6% van de totale oppervlakte van de powiat.

## Demografie
Stand op 30 juni 2004:
| Omschrijving                   | Totaal | Totaal | Vrouwen | Vrouwen | Mannen | Mannen |
| ------------------------------ | ------ | ------ | ------- | ------- | ------ | ------ |
| eenheid                        | aantal | %      | aantal  | %       | aantal | %      |
| inwoners                       | 9149   | 100    | 4672    | 51,1    | 4477   | 48,9   |
| bevolkingsdichtheid (inw./km²) | 145    | 145    | 74      | 74      | 71     | 71     |

In 2002 bedroeg het gemiddelde inkomen per inwoner 1118,77 zł.

## Administratieve plaatsen (sołectwo)
Brzezówka, Czeluśnica, Dobrucowa, Gąsówka, Gliniczek, Glinik Polski, Łajsce, Łubienko, Łubno Opace, Łubno Szlacheckie, Nowy Glinik, Potakówka, Roztoki, Sądkowa, Tarnowiec, Umieszcz, Wrocanka.

## Aangrenzende gemeenten
Chorkówka, Dębowiec, gmina Jasło, Jasło, Jedlicze, Nowy Żmigród